# Amblygobius cheraphilus
Amblygobius cheraphilus là một loài cá biển thuộc chi Amblygobius trong họ Cá bống trắng. Loài này được mô tả lần đầu tiên vào năm 2016.

## Từ nguyên
Từ định danh cheraphilus bắt nguồn từ tiếng Hy Lạp cổ đại, tạm dịch nghĩa là "thích bùn", hàm ý đề cập đến môi trường sống của loài cá này là bùn (vì chúng luôn ở gần hang bùn của mình).

## Phân bố và môi trường sống
A. cheraphilus hiện chỉ được biết đến qua các mẫu vật được thu thập ở ngoài khơi Alotau (thủ phủ tỉnh Milne Bay, Papua New Guinea), cũng như các bức ảnh chụp từ quần đảo Ryukyu (Nhật Bản), đảo Bali và Flores, Indonesia và đảo Yap (Liên bang Micronesia).
A. cheraphilus được nhìn thấy trên nền đáy mềm như bùn, đôi khi ở gần cửa dòng nước ngọt độ sâu khoảng 2–12 m.

## Mô tả
Chiều dài chuẩn (standard length: SL) lớn nhất được ghi nhận ở A. cheraphilus là 3,3 cm. Cá có màu xám với hai sọc nâu đỏ sẫm trên đầu và dọc chiều dài thân. Sọc trên ngang mõm, băng qua mắt, dừng ở ngay giữa vây lưng mềm, sọc dưới bắt đầu từ hàm trên đến giữa gốc vây đuôi, kết thúc bởi một đốm nâu sẫm lớn ở gốc vây đuôi. Nắp mang có một đốm nâu sẫm hình bầu dục (thường lớn hơn đồng tử). Những đốm đen nhỏ ở lưng. Vây đuôi hình mũi giáo.
Số gai ở vây lưng: 7; Số tia ở vây lưng: 13–14; Số gai ở vây hậu môn: 1; Số tia ở vây hậu môn: 13–14; Số gai ở vây bụng: 1; Số tia ở vây bụng: 5; Số tia ở vây ngực: 19–20.

## Phân loại
A. cheraphilus nằm trong nhóm loài Amblygobius nocturnus, một loài thiếu vảy lược và cũng thiếu vảy ở giữa phần trước và phần trên của nắp mang. A. nocturnus có thể xứng đáng được công nhận là một phân chi, trong trường hợp đó thì phân chi có tên là Yabotichthys hoặc Diaphoroculius.

### Trích dẫn
- Allen, Gerald R.; Erdmann, Mark V. (2016). "Descriptions Of Two New Gobies (Gobiidae: Amblygobius) From The Tropical Western Pacific Ocean" (PDF). Journal of the Ocean Science Foundation. Quyển 24. tr. 10–23. doi:10.5281/zenodo.167891.